# Blauwvleugelbladvogel
De blauwvleugelbladvogel (Chloropsis moluccensis) is een vogel uit de familie van de Bladvogels.

## Kenmerken
De blauwvleugelbladvogel is 17 cm lang. Kenmerkend voor deze bladvogel zijn de blauwe slagpennen en verder de gele waas in het groen van de kruin. Alleen het mannetje heeft een zwarte vlek op de keel tot onder het oog.

## Verspreiding en leefgebied
De broedgebieden van de blauwvleugelbladvogel liggen in in een groot gebied dat reikt van Bangladesh en Myanmar door heel Indochina en Malakka en over de eilanden Sumatra en Borneo. Het is een vogel van bossen en bosranden.
De soort telt zes ondersoorten:
- C. c. chlorocephala: van oostelijk Bangladesh en noordoostelijk India tot Myanmar en westelijk Thailand.
- C. c. kinneari: van noordoostelijk Thailand tot zuidelijk China en noordelijk Indochina.
- C. c. auropectus: zuidoostelijk Thailand en zuidelijk Indochina.
- C. c. serithai: Thailand.
- C. c. moluccensis: zuidelijk Malakka, Sumatra en de nabijgelegen eilanden.
- C. c. viridinucha: Borneo.

## Status
De blauwvleugelbladvogel heeft een groot verspreidingsgebied en daardoor is de kans op uitsterven gering. De grootte van de populatie is niet gekwantificeerd. Plaatselijk is de vogel algemeen, maar in gebieden die sterk verstedelijkt zijn veel zeldzamer. De vogel gaat in populatie-aantal achteruit maar de afname ligt onder de 30% in tien jaar (minder dan 3,5% per jaar). Om deze redenen staat deze bladvogel als niet bedreigd op de Rode Lijst van de IUCN.

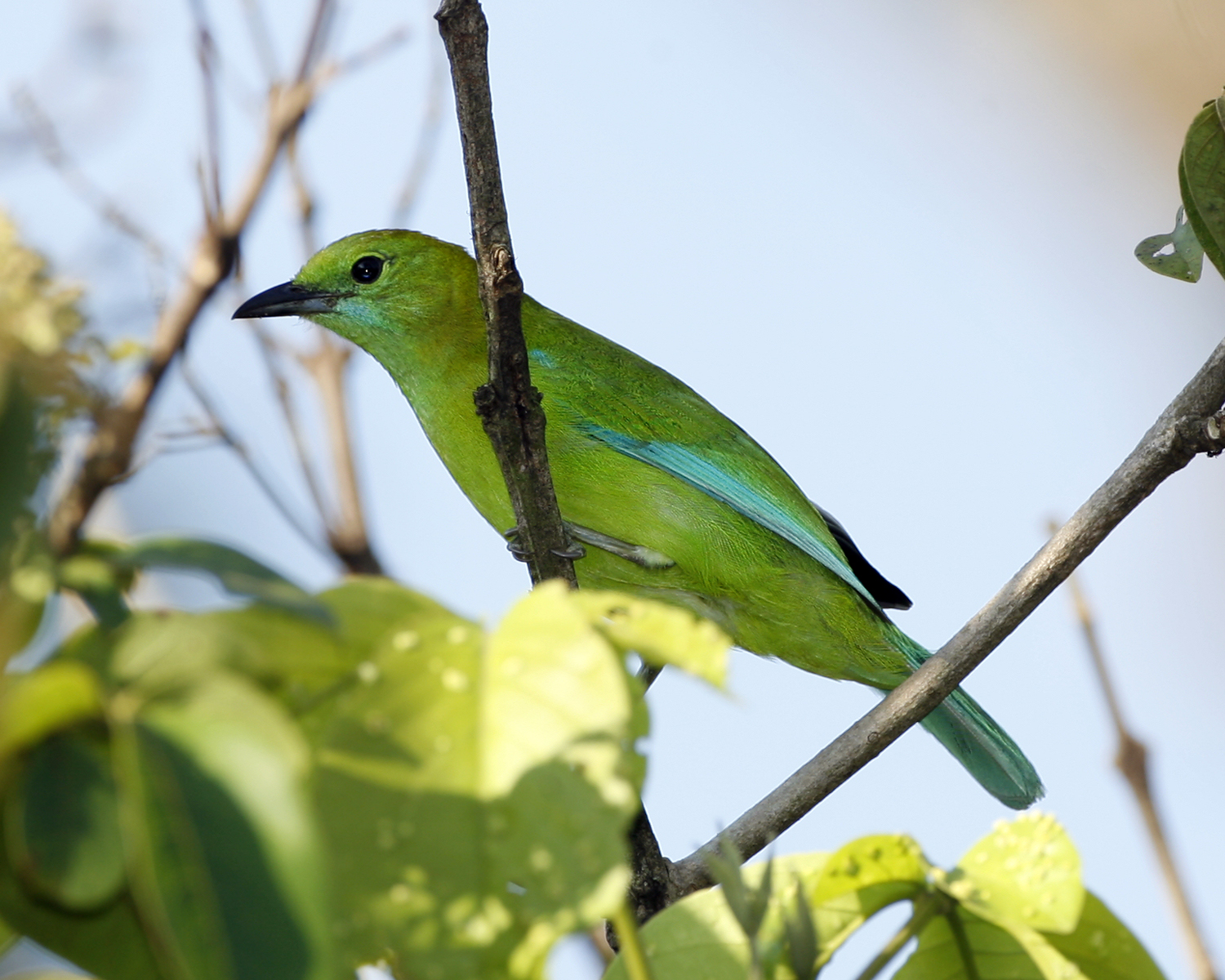
Vrouwtje
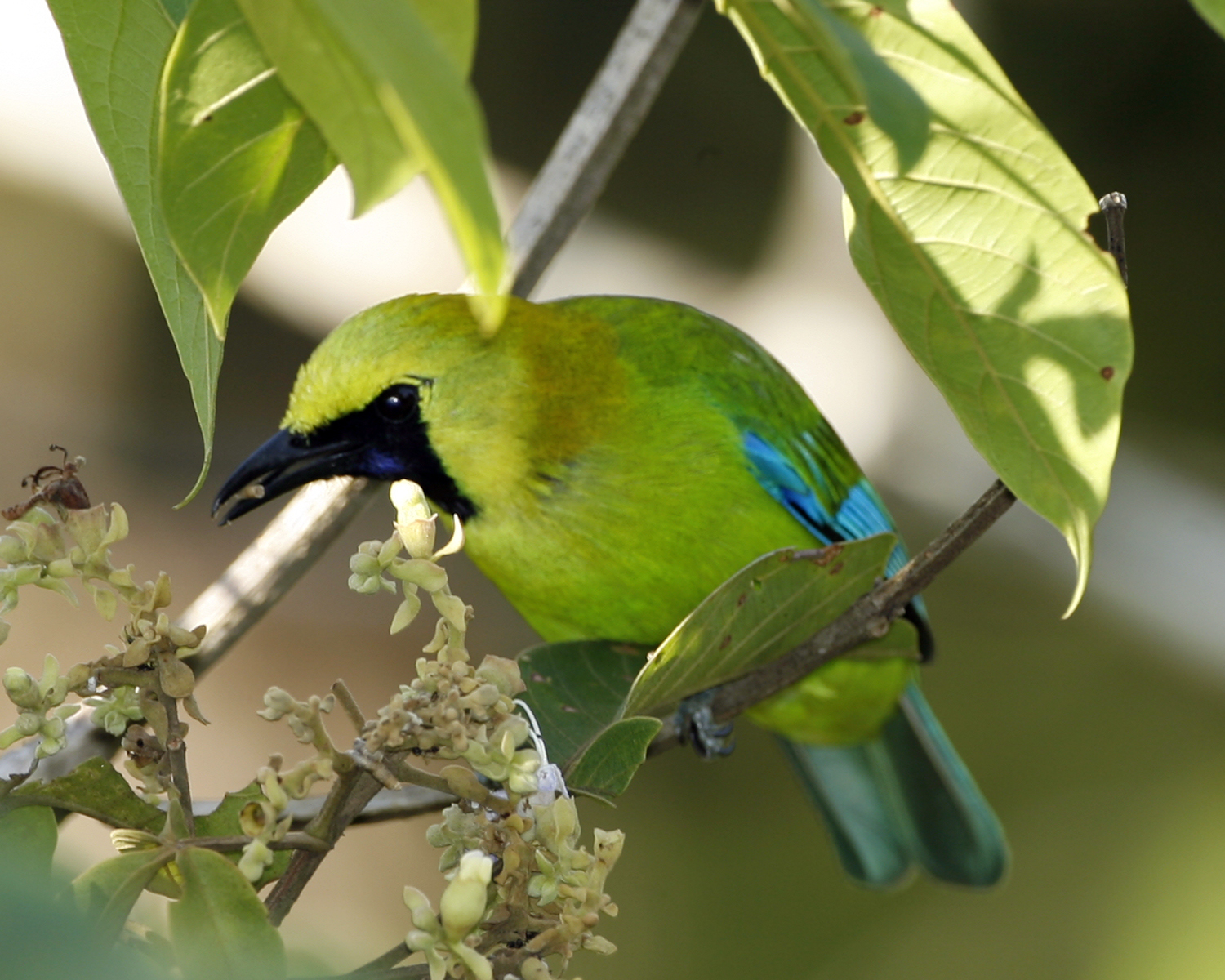
Mannetje